# 一意分解環
数学における一意分解環（いちいぶんかいかん、英: unique factorization domain, UFD; 一意分解整域）あるいは素元分解環（そげんぶんかいかん）は、大雑把に言えば整数に対する算術の基本定理の如くに（特別の例外を除く）各元が素元（あるいは既約元）の積に一意に表せる可換環のことである。ブルバキの語法に従ってしばしば分解環 (anneau factriel) とも呼ばれる。
環のクラスの中で、一意分解環は以下のような包含関係に位置するものである。
可換環 ⊃ 整域 ⊃ 整閉整域 ⊃ 一意分解環 ⊃ 単項イデアル整域 ⊃ ユークリッド環 ⊃ 体 ⊃ 有限体
一意分解環の概念は非可換環に対して拡張できる。

## 定義
厳密には、整域 R の零元でも単元でもない元 x が何れも 
x = p1 p2 … pn
のように R の有限個の既約元の積として書くことができて、その表示が一意であるとき R は一意分解環であるという。ここで表示が一意であるとは、x が R の既約元 q1, …, qm によって再び 
x = q1 q2 … qm,
のようにも表せたとするならば、m = n であって、番号の適当な並べ替えを行う全単射 φ: {1, …, n} → {1, …, m} を与えると、pi と qφ(i) とが i = 1, …, n のそれぞれについて同伴 (associated) となるようにできるということを意味する。
一意性の部分の検証は一般には困難であることがしばしばであって、次の同値な条件への言い換えは有用である：整域が一意分解環となるのは、その零元でも単元でもない任意の元が R の素元の積の形に書けるときである。

## 一意分解環の例
初等的な数学で目にする環の多くが UFD である：
- 単項イデアル整域 (PID)、したがって任意のユークリッド環は UFD である。特に、有理整数環 Z（算術の基本定理を参照）、ガウス整数環 Z[i] やアイゼンシュタイン整数環 Z[ω]、p 進整数環 Zp もこの仲間である。
- 体は零元でない任意の元が単元となる環であるので、自明な意味で UFD である。有理数体、実数体、複素数体などがこの範疇に含まれる。
- R が一意分解環なら、R に係数を持つ多項式環 R[x] もまた UFD である。この特別の場合として、係数環が体 K である場合の多項式環 K[x] も（K[x] は単項イデアル整域 (PID) となるので最初の例の特別の場合でもあるが）もちろん UFD になる。

もう少し一般に、以下のような例を与えることができる：
- 形式的冪級数環 K[[X1, …, Xn]] は、K が体（あるいはもっと一般に主イデアル整域）ならば UFD である（K が UFD であっても、冪級数環が必ずしも UFD とならないことに注意）。
- 決まった数の複素変数を持つ、原点で正則な函数全体の成す環は UFD である。
- 一変数多項式環の場合から帰納的に、有理整数環 Z【あるいは、体 K】 上の多変数多項式環 Z[X1, …, Xn]【あるいは K[X1, …, Xn] 】は UFD となることが分かる。多変数の多項式環は PID ではない UFD の簡単な例である。

## 分解が一意とならない例
- a, b を整数として {\displaystyle a+b{\sqrt {-5}}} の形に書ける複素数全体の成す二次の整数環（英語版） {\displaystyle \mathbb {Z} [{\sqrt {-5}}]} で 6 は

の2通りに分解される。この環における単元は 1, −1 のみであり、2, 3, 1± √−5 は同伴ではないので、この2通りの分解は実際に異なる分解である。これらの4つの因子がいずれも既約元となることは、それほど明らかではないとしても、それを示すことは難しくない。代数的整数も参照。
- 多項式環の剰余環は殆どが UFD にならない。例えば R を可換環とするとき、R[X, Y, Z, W]/(XY − ZW) は UFD ではない。二段階に分けてそれを示そう。
まず、X, Y, Z, W は何れも既約元であることを示す。多項式の次数を使って R[X, Y, Z, W]/(XY − ZW) を次数環と見なすとき、X は 1次であるから、X が2つの零元でも単元でもない元の積に書けるとすれば、その2つの因子は 1次の元 αX + βY + γZ + δW と 0次の元 r でなければならない。このとき X = rαX + rβY + rγZ + rδW であるから R[X, Y, Z, W] において 1次の元 (rα − 1)X + rβY + rγZ + rδW がイデアル (XY − ZW) に属さなければならないが、このイデアルの零でない元は 2 より大きな次数を持たねばならないので、必然的に (rα − 1)X + rβY + rγZ + rδW は R[X, Y, Z, W] における零元でなければならない。これより rα = 1 が従うから、r は単元であることになり矛盾を生じる。ゆえに X は既約であり、同様に Y, Z, W の既約性も示される。
次に、剰余環において関係式 XY − ZW = 0 が成立するから、XY と ZW は同じ元を表している。先に述べたことと併せれば、これはつまり XY = ZW が同じ元の相異なる2つの既約元分解を与えることを意味するから、R[X, Y, Z, W]/(XY − ZW) は UFD ではない。
- 一変数正則函数環は、無限個の零点を持つ正則函数が存在して、そのような函数はたとえば {\displaystyle \sin \pi z=\pi z\textstyle \prod \limits _{n=1}^{\infty }\left(1-{\dfrac {z^{2}}{n^{2}}}\right)} のように無限個の既約因子を持つため、UFD とはならない。UFD においては有限個の因子に分解されなければならない。
- 一般に、ネーター環は必ずしも UFD ではない。任意のネーター環において、零元でも単元でもない元は必ず既約元の積として書けるけれども、この積としての表示が一意である必要は無い[3]。

## 性質
整数に対して定義されるいくつかの概念が UFD に対しても一般化して定義される。
- UFD では既約元は必ず素元である（一般に、任意の整域において素元は必ず既約元であるが逆は必ずしも成り立たない）[注 2]。また、ネーター環はその任意の既約元が素元となるならば UFD であるという意味で、部分的に逆が成立する。
- UFD のどの2つ（あるいは有限個）の元に対しても、最大公約元と最小公倍元が存在する。ここで、2元 a, b の最大公約元とは a と b とをともに割り切る元（公約元）d であって、他の公約元が全て d の約数となるもののことである。a, b の最大公約元は（複数存在したとしても）全て同伴である。
- 任意の UFD は整閉整域である。言い換えれば、R が整域で、K をその商体とすれば、K の元 k が R に係数を持つモニック多項式の根ならば k は必ず R に属する。

## UFD となる条件の言い換え
ネーター環が UFD となる必要十分条件は、その高さ 1 の素イデアルがすべて単項イデアルとなることである。同様に、デデキント環が UFD となる必要十分条件は、そのイデアル類群が自明であることである。この場合は実際には主イデアル環となる。
ネーター的ではない整域についても、それが UFD となることに同値な条件の言いかえができる。A を整域として、以下の条件は互いに同値である。
1. A が UFD である。
2. A の任意の 0 でない素イデアルが素元を含む (Kaplansky)[要文献特定詳細情報]。
3. A が主イデアルに関する昇鎖条件 (ACCP) を満たし、S が素元の生成する A の積閉集合ならば局所化 S−1A が UFD となる（永田の判定条件）。
4. A が (ACCP) を満たし、かつ、任意の既約元が素元である。
5. A が分解整域（英語版）（零元でも単元でもない任意の元が既約元の有限積に表すことができる）かつ任意の既約元が素元である。
6. A がGCD整域（つまり、任意の2つの元についてそれらの最大公約数が存在する整域）であって、(ACCP) を満たす。
7. A がシュライアー整域[注 3]かつ分解整域である。
8. A が前シュライアー整域かつ分解整域である。
9. A は任意の因子が単項生成であるという因子論 (divisor theory) を持つ。
10. A はクルル環で、任意の因子的イデアルが主イデアルとなる[注 4]。
11. A がクルル環で、しかも高さ 1 の素イデアルはすべて主イデアルである[5]。

実用上は、2. と 3. の条件が UFD の確認には最も有用である。たとえば PID において任意の素イデアルは素元によって生成されるから、2. から直ちに PID が UFD となることが従う。
他の例としては、高さ 1 の素イデアルがすべて主イデアルであるネーター環が考えられる。実際、任意の素イデアルが高さ有限だから、それは（高さに関する帰納法で）高さ 1 の素イデアルを含み、それは主イデアルと仮定したから、2. によりその環は UFD になる。